# أصدقاء ألمانيا الجديدة
أصدقاء ألمانيا الجديدة كانت منظمة أسسها مهاجرون ألمان في الولايات المتحدة لدعم النازية وألمانيا النازية. بذل النازيون خارج ألمانيا جهودًا كبيرة لإنشاء منظمة أمريكية نظيرة. بدأ التجنيد في وقت مبكر من العام 1924 مع تشكيل مجتمع توتونيا الحر.
في مايو 1933، أعطى نائب الفورهر النازي رودلف هس المهاجر الألماني وعضو الحزب النازي الألماني هاينز سبانكنبل سلطة تشكيل منظمة نازية أمريكية وكانت النتيجة إنشاء منظمة أصدقاء ألمانيا الجديدة في يوليو 1933، مع أن مقالًا صحفيًا واحدًا على الأقل من أبريل 1933 يناقش وجودهم ويذكر أيضًا أنهم عقدوا عقد إيجار انتهى في مايو من ذلك العام، مما يشير إلى أن المجموعة كانت موجودة قبل التاريخ الرسمي. ينص مقال من ذلك الوقت على أنهم كانوا في الغالب من قدامى المحاربين الألمان الذين دعموا الحكومة الجمهورية لألمانيا في وقت كتابة هذا التقرير. عمل العقيد إدوين إيمرسون كمتحدث باسم المجموعة في أبريل من ذلك العام، لكنه نفى ذلك لاحقًا في ديسمبر. ادعى الكولونيل إيمرسون أنه لا علاقة له بالحكومة الألمانية، رغم من كونه مراسلًا لما لا يقل عن 36 صحيفة تسيطر عليها الحكومة الألمانية.
لقد ساعد القنصل الألماني في مدينة نيويورك في إنشائها. استولت المنظمة على عضوية أقدم منظمتين مؤيدتين لهتلر في الولايات المتحدة هما مجتمع توتونيا الحر وجاو - الأمريكية. كان الكيان الجديد في مدينة نيويورك، ولكن كان له حضور قوي بشيكاغو في إلينوي.
كان سبانكنبل يقود أصدقاء ألمانيا الجديدة وكانوا مؤيدًا لهتلر بشكل علني، وقد شارك في أنشطة مثل اقتحام صحيفة نيو يوركر شتاتس-زايتونغ الناطقة باللغة الألمانية من أجل نشر مقالات متعاطفة مع النازية واستخدام الدعاية لمواجهة المقاطعة اليهودية للشركات في حي يوركفيل الألماني شديد الكثافة. كان الأعضاء يرتدون الزي الرسمي وقميصًا أبيض وسروالًا رجاليًا أسود مع قبعة سوداء مزينة برمز أحمر. كانت النساء يرتدين بلوزة بيضاء وتنورة سوداء.
في معركة داخلية للسيطرة على المنظمة، سرعان ما تم إقصاء سبانكنبل كقائد، وفي أكتوبر 1933 جرى ترحيله لأنه فشل في التسجيل كعامل أجنبي.
كان عضو الكونغرس صموئيل ديكشتاين (ديمقراطي من نيويورك) رئيسًا للجنة الجنسية والهجرة، حيث أصبح على علم بعدد الأجانب الكبير الذين يدخلون ويقيمون في البلاد بشكل قانوني وغير قانوني وبتنامي معاداة السامية مع كميات هائلة من الأدب المعادي للسامية الذي يتم توزيعه في البلاد، وقد دفعه ذلك إلى التحقيق بشكل مستقل في أنشطة النازيين وغيرهم من الجماعات الفاشية حيث أدى ذلك إلى تشكيل اللجنة الخاصة المعنية بالأنشطة غير الأمريكية المخولة بالتحقيق في الدعاية النازية وبعض أنشطة الدعاية الأخرى. وطوال الفترة المتبقية من العام 1934، عقدت اللجنة جلسات استماع حيث عرضت عليها معظم الشخصيات الرئيسية في الحركة الفاشية الأمريكية. خلص تحقيق ديكشتاين إلى أن منظمة أصدقاء ألمانيا الجديدة تمثل فرعًا لحزب للديكتاتور الألماني النازي أدولف هتلرفي أمريكا.
كانت المنظمة موجودة في منتصف الثلاثينيات بعضوية تتراوح ما بين 5,000 إلى 10,000 عضو معظمهم من مواطنين ألمان يعيشون في أمريكا ومهاجرين ألمان أصبحوا مواطنين أمريكيين مؤخرًا فقط. في ديسمبر 1935، استدعى رودولف هس قادة المنظمة إلى ألمانيا وأمر جميع المواطنين الألمان بمغادرة المنظمة. بحلول مارس 1936، حُلت المنظمة ونقلت عضويتها إلى الرابطة الألمانية الأمريكية الذي تشكل حديثًا وقد جرى اختيار الاسم الجديد للتأكيد على أوراق اعتماد المجموعة الأمريكية بعد انتقادات صحفية بأن المنظمة لم تكن وطنية. كانت الرابطة تتألف فقط من مواطنين أمريكيين من أصل ألماني.

## وصلات خارجية
- The German National Revolution a pamphlet issues by FNG
- 1934 German language yearbook of the Brooklyn chapter
- Materials produced by FNG are found in the Florence Mendheim Collection of Anti-Semitic Propaganda (#AR 25441); Leo Baeck Institute, New York.